# Oncorhynchus keta

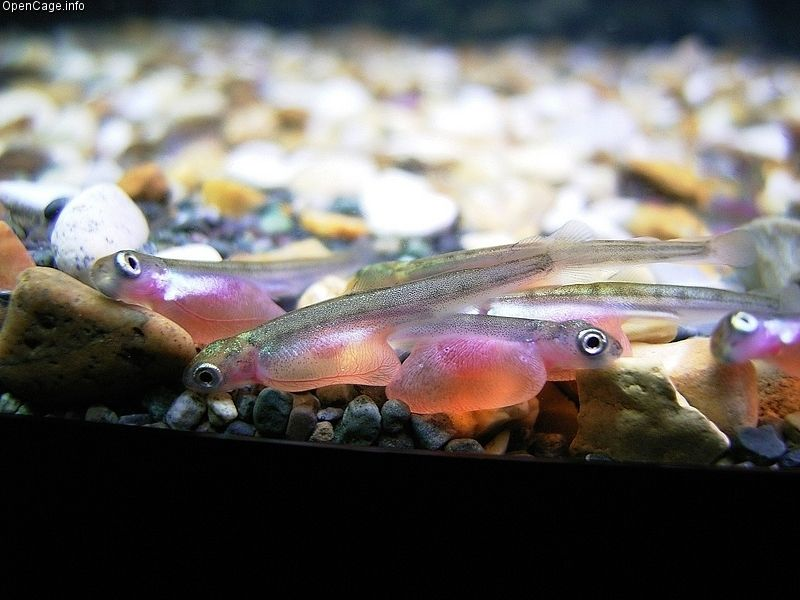
Alevines de salmón chum recién eclosionados.

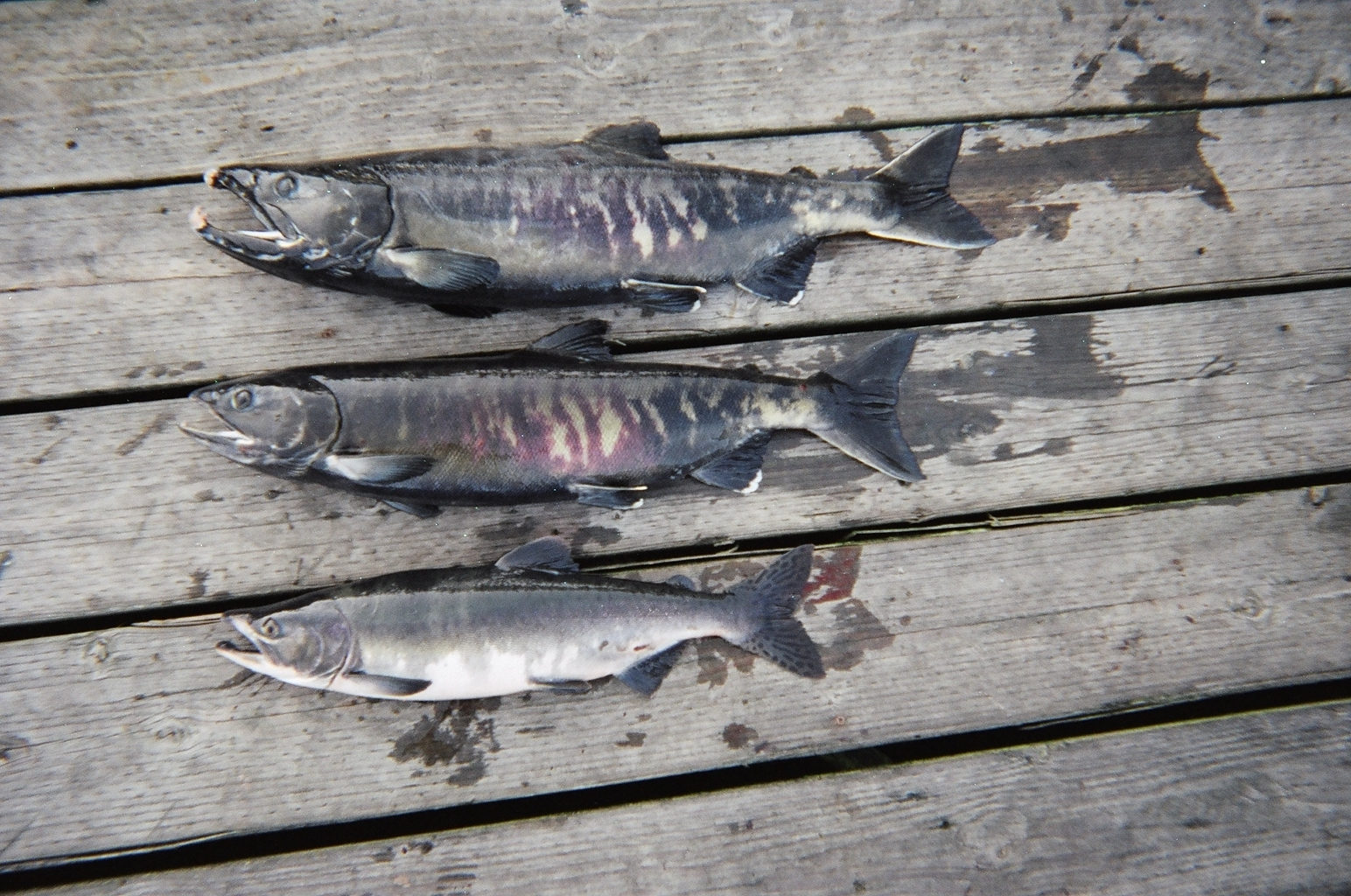

El keta o salmón chum es la especie Oncorhynchus keta, un pez eurihalino marino y de agua dulce de la familia salmónidos, distribuidos por la costa norte del océano Pacífico, desde Corea, Japón, Siberia, Alaska hasta el sur en San Diego, California, así como introducido por el hombre en Irán.

## Anatomía
La longitud máxima descrita fue de 100 cm, aunque la longitud máxima normal es de unos 58 cm,
Se distinguen de otros salmones por la falta de todo tipo de puntos negros en la espalda y en la cola, así como la presencia de 18 a 28 rastrillos en el primer arco branquial; la aleta caudal es truncada a ligeramente emarginada. Los individuos de gran tamaño tienen el dorso de color azul metalizado con manchas negras, palteado en el lateral y blanco-plateado en el vientre; los machos tienen teñido de negro las puntas de las aletas caudal, anal y pectorales; los machos en edad reproductiva tienen el dorso verde oscuro a negro, los laterales rojo-gris con barras verticales verdes, y el vientre de color gris; las hembras en edad reproductiva se parecen a los machos, pero con coloraciones menos intensas.

## Hábitat y biología

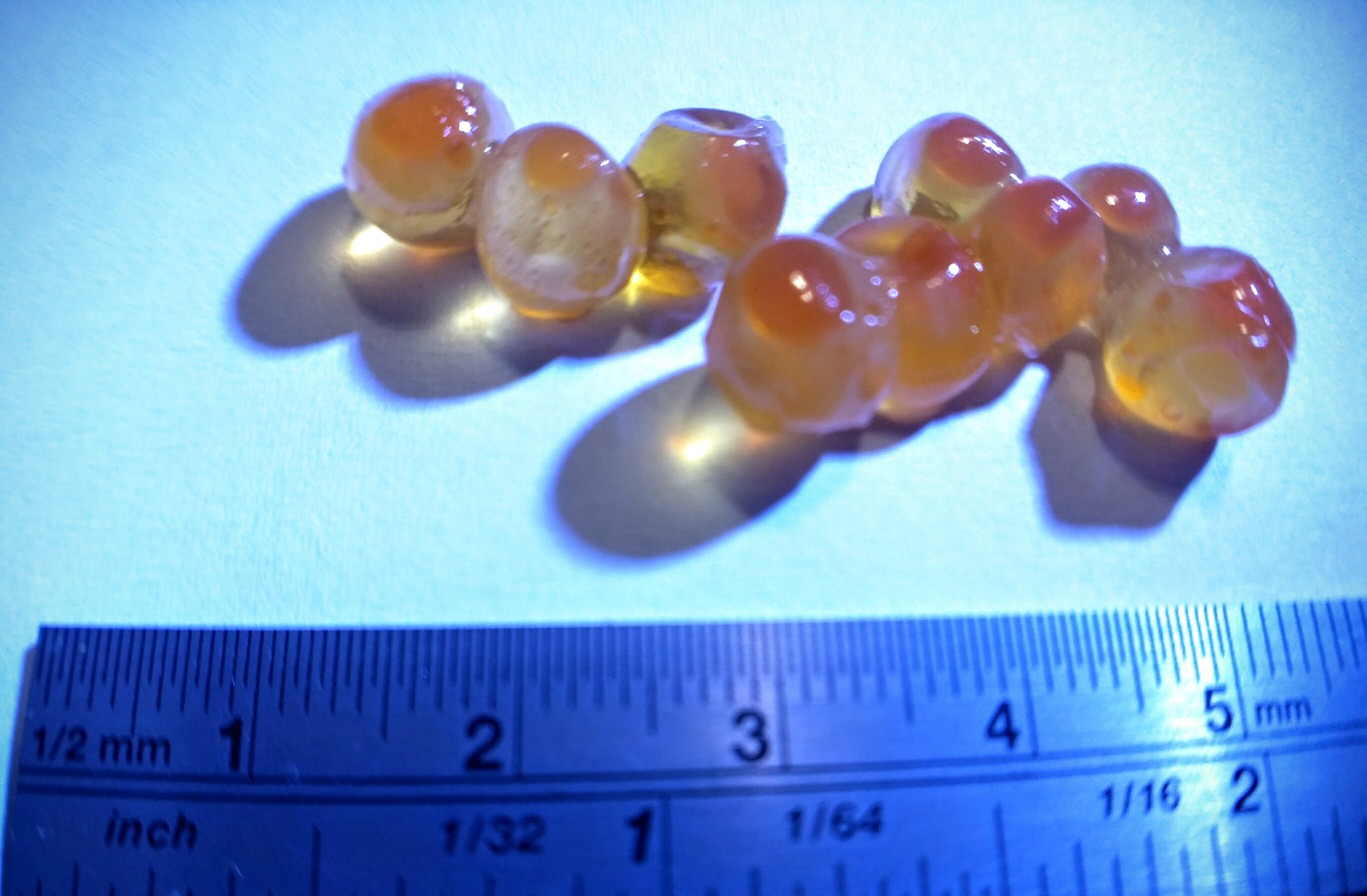
Huevos de Oncorhynchus keta

Son peces bentopelágicos y anádromos, que viven en el mar y remontan los ríos para desovar. En el mar viven a profundidades entre 0 y 250 metros.
Los alevines que descienden los ríos forman cardumenes en los estuarios, donde permanecen durante varios meses hasta que al final se dispersan por el mar; se alimentan principalmente de copépodos y tunicados, aunque también de calamares y pequeños peces; los adultos dejan de alimentarse en cuanto comienzan a remontar el río, para terminar muriendo, tanto los machos como las hembras, nada más depositar la puesta.

## Importancia para el hombre
Es una especie muy pescada, las capturas fundamentalmente se comercializan en lata de conserva, aunque también se puede vender fresco, en salazón, ahumado o congelado; se cocina de muy diversas maneras. También se utilizan sus huevas para caviar. Es cultiva por su alto precio en acuicultura marina, también se emplea en la pesca deportiva.